# Maximilian von Breidenbach zu Breidenstein

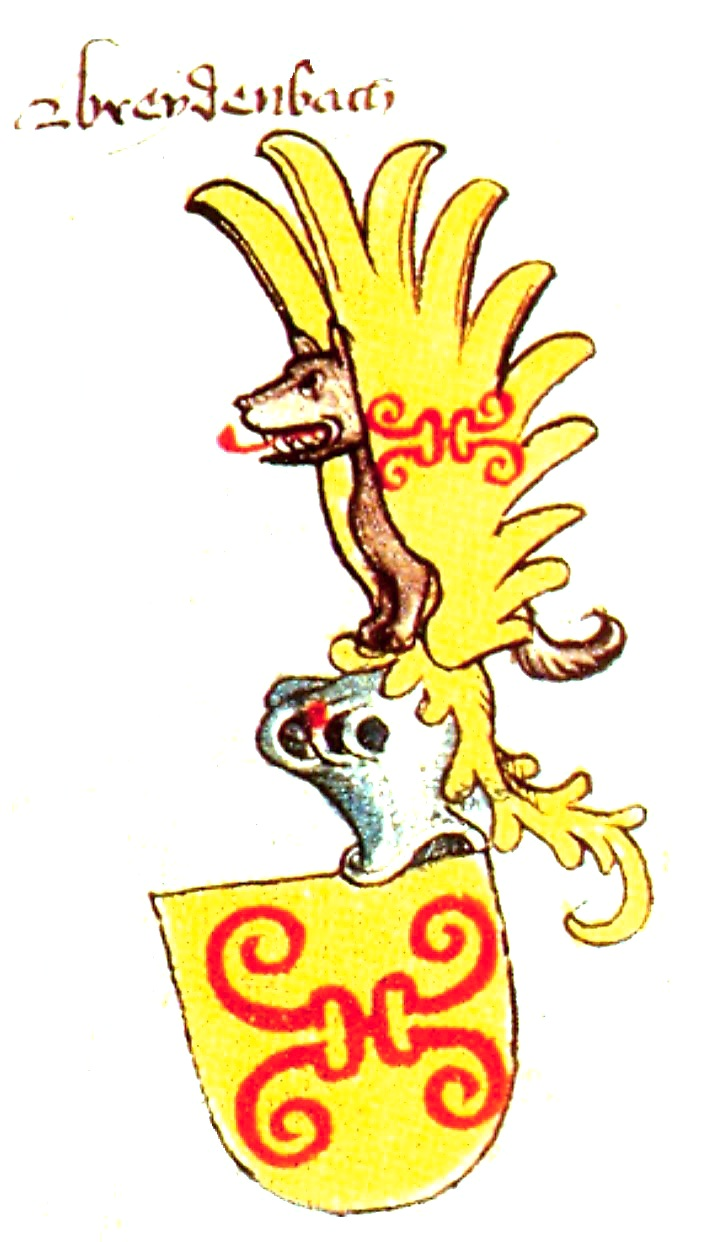
Stammwappen derer von Breidenbach zu Breidenstein

Maximilian Johann Christian von Breidenbach zu Breidenstein (* 10. September 1707; † 7. September 1759) war  Burgmann in Friedberg und königlich-großbritannischer und kurhannoverscher Generalmajor der Kavallerie.

## Leben
Maximilian von Breidenbach zu Breidenstein entstammte der älteren Hauptlinie des hessischen Uradelsgeschlechts Breidenbach zu Breidenstein und war ein Sohn des Generalmajors Georg Heinrich von Breidenbach zu Breidenstein († 1729) und dessen Ehefrau  Sophia Gertrud von Adelebsen (1674–1739). Er wuchs mit acht Geschwistern auf, darunter die Brüder Ernst Ludwig (1699–1755, Generalmajor), Wilhelm Ludwig (1702–1738, Burgmann), Friedrich Alexander (1709–1747, Burgmann) und Ludwig Carl (1714–1761, Generalleutnant) auf. Zwei weitere Geschwister verstarben im frühen Kindesalter.
Er war Burgmann zu Friedberg und trat, wie sein Vater zuvor, in die Braunschweigische Armee ein, wo er zum königlich großbritannischer und kurhannoverscher Generalmajor der Kavallerie wurde.
Er war Obrist über das Dragonerregiments von Breidenbach.
1757 nahm er mit dem Regiment in der Schlacht bei Hastenbeck am Siebenjährigen Krieg, in dem sich das in Personalunion geführte Kurhannover und Großbritannien auf der einen und Frankreich auf der anderen Seite gegenüberstanden. Diese Schlacht endete mit einem Sieg der Franzosen.
In der Schlacht bei Minden, die zum Rückzug der Franzosen führte, verlor er sein Leben.